# Hemeroplanis apicegutta
Hemeroplanis apicegutta là một loài bướm đêm trong họ Erebidae.